# Condado de Stone (Mississippi)
O Condado de Stone é um dos 82 condados do estado norte-americano do Mississippi. A sede de condado é Wiggins que é também a sua maior cidade.
O condado tem uma área de 1160 km² (dos quais 8 km² estão cobertos por água), uma população de 13 622 habitantes, e uma densidade populacional de 12 hab/km² (segundo o censo nacional de 2000). O condado foi fundado em 1916 e recebeu o seu nome em homenagem a John Marshall Stone, que foi governador do Mississippi entre 1876 e 1882 e entre 1890 e 1896.